# مارك ديفيس (عالم فلك)
مارك ديفيس (بالإنجليزية: Marc Davis) هو عالم فلك وفيزيائي أمريكي، ولد في 8 سبتمبر 1947 في كانتون في الولايات المتحدة.